# Rorichum
Rorichum est un quartier de la commune de Moormerland, dans le Land de Basse-Saxe.

## Géographie
Le village de Rorichum est l'un des anciens villages sur un terp de la rive droite de l'Ems.

## Toponymie
Dans les documents anciens, le lieu est aussi appelé Rorechum, Rorichsheem, Rarichum et Rarchum. Le nom de lieu est probablement dérivé du nom personnel Roderich et signifie quelque chose comme "Roderiks Heem", c'est-à-dire "la maison de Roderich". Le toponyme apparaît sous la forme de Rarughem dans le livre terrier de l'abbaye de Werden vers l'an 1000. Le missionnaire le plus important de la Frise, Ludger, transfère de nombreuses terres au monastère qu'il a fondé.

## Histoire
En plus du village du terp, il y a cinq autres habitations "anciennes" : les fermes Tammegast et Venneplatz, les colonies rurales de Woltersterborg et Middelsterborg, et Buschplatz, un ancien folwark de l'abbaye de Langen.
Le caractère rural et villageois de Rorichum est largement préservé lors des changements structurels après la Seconde Guerre mondiale.
Depuis la réforme de l'administration locale entrée en vigueur le 1er janvier 1973, Rorichum est incorporé à la commune de Moormerland. À ce moment-là, Rorichum a 351 résidents.

## Église
L'église en brique au clocher-tour l'ancien presbytère et l'ancien bâtiment scolaire forment un ensemble architectural précieux sur le point culminant de la butte. L'église de Rorichum est une église rectangulaire à une seule pièce sans abside. Elle date du début du XIVe siècle. Le clocher-tour est construit des décennies avant l'église. L'abside remplace l'espace derrière la tribune d'orgue de l'église Saint-Nicolas de Rorichum, dans laquelle sont conservées trois pierres tombales des XVIIe siècle et XVIIIe siècle. Peu de temps après le dialogue religieux d'Oldersum en 1526, la congrégation passe de la foi catholique à la foi protestante. Rorichum n'a plus de pasteurs depuis 1920 et est pris en charge par le bureau paroissial d'Oldersum.

## Source, notes et références
- (de) Cet article est partiellement ou en totalité issu de l’article de Wikipédia en allemand intitulé « Rorichum » (voir la liste des auteurs).

1. ↑  (de) Moormerland Tourismus, « Rorichum » (consulté le 19 août 2022)
2. ↑  (de) Statistisches Bundesamt, Historisches Gemeindeverzeichnis für die Bundesrepublik Deutschland. Namens-, Grenz- und Schlüsselnummernänderungen bei Gemeinden, Kreisen und Regierungsbezirken vom 27.5.1970 bis 31.12.1982, 1983 (ISBN 3-17-003263-1)